# Жебровский, Якуб
Я́куб Жебро́вский (Яков Жебровский; пол. Jakub Żebrowski) — польский переводчик XVII века.
Перевёл поэму «Метаморфозы» древнеримского поэта Овидия, которая в его переводе получила название „Przeobrażenia“ (1636, Краков).

## Источник
- Жебровский, Яков // Энциклопедический словарь Брокгауза и Ефрона : в 86 т. (82 т. и 4 доп.). — СПб., 1890—1907.